# Gerdo Hazelhekke
Gerdo Hazelhekke (Utrecht, 28 februari 1950) is een voormalig Nederlandse voetballer.

## Voetbalcarrière
Hazelhekke stond na z'n amateurperiode bij vvEde onder contract bij de voetbalclubs N.E.C., Wageningen, De Graafschap wederom FC Wageningen en als laatste bij Go Ahead Eagles.
Hazelhekke is na Ton van de Weerd clubtopscorer van FC Wageningen. Eveneens is hij tweede in de lijst met topscorers voor De Graafschap in de Eredivisie. In de dertien jaar dat hij betaald voetbal speelde, scoorde hij 187 competitie- en bekerdoelpunten, waarmee hij in de top van de meest scorende spitsen in de geschiedenis van het Nederlandse betaald voetbal staat.
Uiteindelijk zette hij in 1982 wegens een zware enkel- en achillespeesblessure op 32-jarige leeftijd noodgedwongen een punt achter zijn voetballoopbaan. Hij speelde op dat moment bij Go Ahead Eagles.